# ألان بار
ألان بار هو لاعب هوكي الجليد كندي، ولد في 16 أغسطس 1879 في أوتاوا في كندا، وتوفي في 7 يوليو 1954 في فانكوفر في كندا.

## وصلات خارجية
- ألان بار على موقع HockeyDB.com (الإنجليزية)